# Ehrwald
Ehrwald je obec v Rakousku ve spolkové zemi Tyrolsko v okrese Reutte.
Žije zde 2 585 obyvatel (1. 1. 2011).